# Ignazio Silone
Ignazio Silone (Pescina dei Marsi, Abruzzen,  1 mei 1900 - Genève, 22 augustus 1978) was een Italiaans schrijver en politicus. Silone was een pseudoniem van Secondo Tranquilli.

## Leven en werk
Silone was al op jonge leeftijd politiek actief en organiseerde stakingen van landarbeiders in zijn geboortestreek. Hij werd lid van de socialistische partij en sloot zich in 1921 aan bij de vleugel die zich afscheidde in de Italiaanse Communistische Partij. Al snel speelde hij daar een prominente rol en werd onder andere gekozen als haar vertegenwoordiger in de Komintern. Tussen 1927 en 1929 verbleef hij als zodanig herhaaldelijk in de Sovjet-Unie en was daar aanwezig bij zittingen waarbij onder anderen Lev Trotski en Nikolaj Boecharin op felle wijze werden veroordeeld. De toeneming van dogmatisme en bureaucratie deed hem in 1927 zijn functies neerleggen. Dat leidde tot zijn afwijzing van de aanpak van Jozef Stalin en uiteindelijk, in 1930, tot een breuk met de communistische partij. Hij raakte in een depressie, vestigde zich in Genève en begon een carrière als schrijver. Fontamara (1933) was zijn eerste roman die verscheen, een boek over de cafoni - uitgebuite boeren - in de Abruzzen.

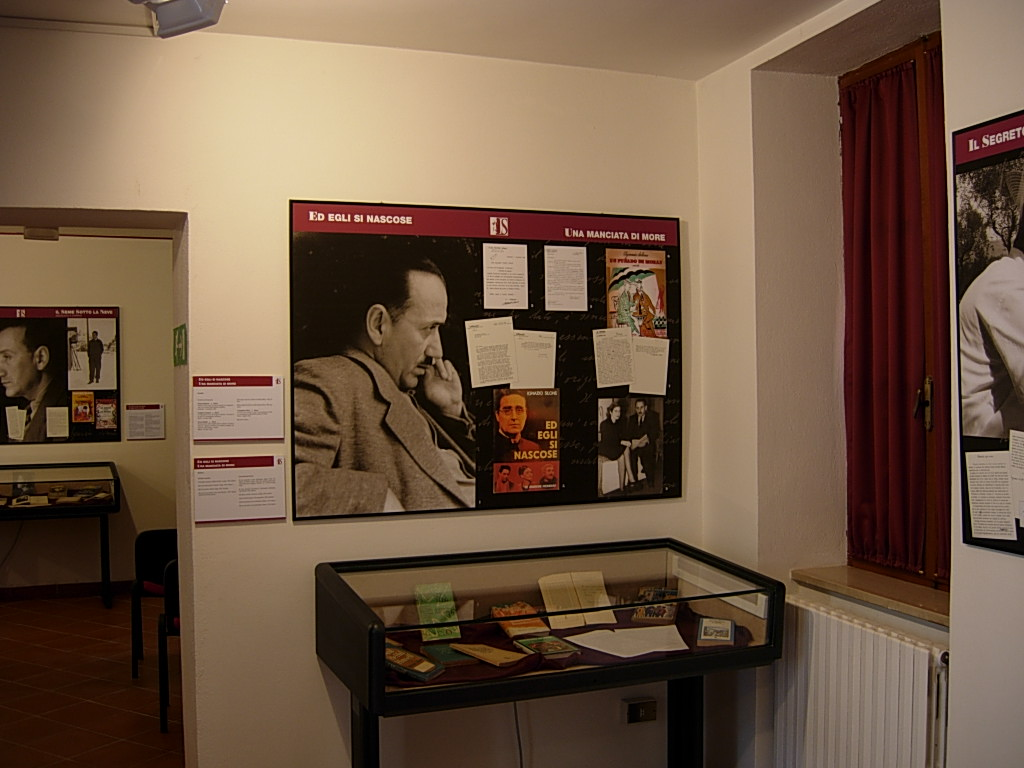
Museo di Silone, in Pescina

Silones eerste werken, waaronder zijn geprezen debuut Fontamara (1930), mochten in het fascistische Italië van Mussolini niet worden gepubliceerd en verschenen voor het eerst in het Duits, bij Zwitserse uitgeverijen. Pas in 1952 kwam met "Una maciata di more" (Nederlands: "Een handvol bramen") zijn eerste boek in Italië uit.
Centrale thema’s in Silones werk zijn enerzijds de eeuwenoude onderdrukking van de Zuid-Italiaanse boer, en anderzijds de strijd van het individu tegen politieke apparaten, van welke partij of organisatie dan ook. Zijn bekendste roman is "Vino e pane" (1937, Nederlands: "Brood en wijn"). De hoofdpersoon van deze roman, een door de politie gezochte revolutionair, keert terug naar zijn dorp waar hij als priester gaat leven. Op die manier komt hij in nauw contact met het volk, zweert het marxisme af en bekeert zich tot een revolutionair christendom. Silone noemde zichzelf ook wel “een Christen zonder kerk”.
Silone keerde in 1944 naar Italië terug en leidde er onder andere de socialistische kranten "Avanti!"  en "Tempo Presente". In deze rol schreef hij veel essays over politiek en cultuur. Vanaf de jaren vijftig nam hij daarbij steeds nadrukkelijker een pro-Amerikaanse houding aan. Toen in 1967 bekend werd dat "Avanti!" meegefinancierd werd door de CIA, trad hij terug uit de krant. Na een zwaar ziekbed stierf hij in 1978 in een ziekenhuis te Genève.